# Orophea merrillii
Orophea merrillii är en kirimojaväxtart som beskrevs av Keßler. Orophea merrillii ingår i släktet Orophea och familjen kirimojaväxter. Inga underarter finns listade i Catalogue of Life.